# Asante Akim South District
Asante Akim South District är ett distrikt i Ghana.   Det ligger i regionen Ashantiregionen, i den södra delen av landet, 140 km nordväst om huvudstaden Accra. Antalet invånare är 101 465. Arean är 1 275 kvadratkilometer.
Terrängen i Asante Akim South District är kuperad norrut, men söderut är den platt.